# García Jofre de Loaisa
García Jofre de Loaisa (castellà: García Jofré de Loayza)  (Ciudad Real - oceà Pacífic, 30 de juliol de 1526) Francisco Jose García Jofre de Loaisa va ser un mariner espanyol, descobridor del Cap d'Hornos al comandament d'una tan famosa com tràgica expedició organitzada amb l'objectiu de prendre i colonitzar les illes Moluques, riques en espècies, la propietat de les quals es disputaven les corones d'Espanya i Portugal.

## Biografia
Els seus pares van ser Àlvaro de Loaisa i María González de Yanguas, que es van casar a Plasència. Descendent de Guido Jofre qui ho va ser de Godofredo de Bouillon primer rei de Jerusalem.
Les informacions proporcionades per Juan Sebastián Elcano sobre l'estret de Magallanes van moure al rei Carles V a organitzar una nova flota, ara al comandament de fra García Jofre de Loaisa. L'esquadra va partir de la Corunya el 24 de juliol de 1525 i Jofre va entrar a l'estret de Magallanes el 8 d'abril de 1526. Una de les seves embarcacions, la San Lesmes amb Francisco de Hoces al capdavant, va arribar fins al 55º de latitud sud arrossegada per un temporal i a la tornada va comunicar la seva arribada "fins a l'acabament de les terres", anunciant, d'aquesta manera el descobriment del Cap d'Hornos.
La notícia del descobriment del "Pas", que va arribar a Sevilla a bord de la Victoria, la supervivent de l'expedició de Magallanes, es va escampar per Espanya com la pólvora. Carles V, constret econòmicament per les seves empreses bèl·liques, va afavorir una nova i ràpida expedició amb rumb a les Moluques, fent cas omís a les protestes de Portugal que al·legava els drets acordats amb la demarcació alexandrina. Així, es va organitzar l'expedició de García Jofre de Loaisa, comanador de l'Orde de Malta. Set naus van ser equipades a La Corunya. Com a segon cap d'aquesta armada va ser designat Juan Sebastián Elcano i la seva oficialitat estava integrada pels pilots que havien tornat entre els 18 de la Victòria. Un lustre després es feia a la mar aquesta esquadra en la cerca de l'Estret.
El 14 de gener de 1526 quatre de les naus embocaren el "Pas", mentre les altres tres ho van confondre amb l'estuari del Riu Gallegos. Van encallar, però van aconseguir escapolir-se amb la marea alta. Una tempesta va fer naufragar la nau comandada per Elcano. Immediatament un fort vent va empènyer fora de l'Estret les naus salvades. Dos van tornar a Espanya. El 24 de gener García Jofré de Loaisa va aconseguir entrar al canal amb tres de les naus, una d'elles, la Sant Lesmes, comandada per Francisco de Hoces, impulsada pels violents vents, va ser obligada a sortir de l'Estret i portada a contornejar la costa de Terra de Foc fins a arribar a la latitud 55° sud. En reunir-se després amb la resta de l'esquadrilla, va informar haver arribat fins "allà on acaba la Terra", un nou pas cap al Pacífic que amb els anys serà conegut com a Passatge Drake. La nau capitana va arribar exhausta a les Moluques. Durant la seva travessia van morir Loaisa i Juan Sebastián Elcano. Una altra nau va arribar a Mèxic i l'última va tenir dificultats amb els portuguesos. De tota la tripulació, el primer que va arribar de tornada a Espanya va ser un mariner que després seria un gran explorador, Andrés de Urdaneta. Havien passat dotze anys des de la partida.